# تيد بيتس
تيد بيتس (بالإنجليزية: Ted Bates)‏ هو صانع إعلانات ‏ أمريكي، ولد في 11 سبتمبر 1901 في نيو هيفن في الولايات المتحدة، وتوفي في 30 مايو 1972.